# Атамекен (Ариська міська адміністрація)
Атамеке́н (каз. Атамекен) — село у складі Ариської міської адміністрації Туркестанської області Казахстану. Входить до складу Монтайтаського сільського округу.
У радянські часи село називалось Талдикудук, до 2020 року називалось Кожатогай.
Населення — 1022 особи (2021; 580 у 2009, 211 у 1999, 520 у 1989).